# 白宮みずほ
白宮 みずほ（しろみや みずほ、2005年1月25日 - ）は、日本の女優、ファッションモデル。

## 経歴
2021年頃から、坂本瑞帆としてTikTokやInstagramでインフルエンサーとして活躍し、ストリート雑誌『Ranzuki』専属モデルとなった。
2023年5月、白宮みずほとして、『Rakuten GirlsAward 2023 SPRING／SUMMER』でランウェイデビュー。
2024年3月公開の映画「恋わずらいのエリー」に出演で女優としてスクリーンデビュー。
2024年9月号にて、CanCam専属モデルデビュー 。

## 出演

### 映画
- 恋わずらいのエリー（2024年3月15日） - 三崎沙羅 役[5][6]
- 矢野くんの普通の日々（2024年11月15日） - 泉 役[7][8]

### 配信ドラマ
- 夢で見たあの子のために（2023年8月29日、Lemino）- [9]
- HEART ATTACK （2025年3月20日[10]、FOD）- ユナ 役[11]

## 書籍

### 雑誌
- CanCam 専属モデル[12]